# 100 minuta slave
Pour plus de détails, voir Fiche technique et Distribution.

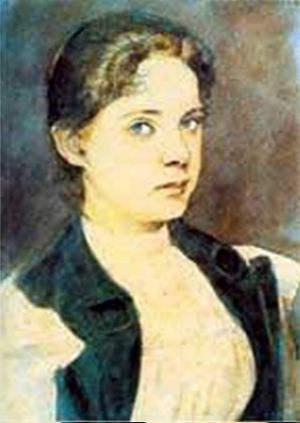
Slava Raškaj.

100 minuta slave est un film croate réalisé par Dalibor Matanić, sorti en 2004.

## Synopsis
Le destin tragique de la peintre sourde croate Slava Raškaj.

## Fiche technique
- Titre : 100 minuta slave
- Réalisation : Dalibor Matanić
- Scénario : Robert Perisic
- Musique : Jura Ferina et Pavle Miholjevic
- Photographie : Branko Linta
- Montage : Tomislav Pavlic
- Production : Goran Mecava et Sanja Vejnovic
- Société de production : Fos Film, Hrvatska Radiotelevizija et Jadran film
- Pays :  Croatie
- Genre : Biopic et drame
- Durée : 100 minutes
- Dates de sortie : 
  -  Croatie : 16 juillet 2004

## Distribution
- Sanja Vejnovic : Slava Raškaj
- Miki Manojlović : Bela Čikoš Sesija
- Vili Matula : Rapacki
- Natasa Lusetic : Justina Cikos
- Krunoslav Saric : Vjekoslav Raskaj
- Nada Gacesic : Olga Raskaj
- Luka Petrušić : Juraj Raskaj
- Darko Rundek : Charles Dubayer
- Maja Anusic : Slava Raskaj
- Ivana Bolanca : Klara Cikos
- Jasna Beri : Marica
- Krešimir Mikić : Zarucnik Imri

## Distinctions
Vili Matula a reçu pour le film le prix du second rôle masculin au festival du film de Pula.